# Pramen Vltavy
Pramen Vltavy je symbolický pramen, který se nachází cca 5,5 km jihojihozápadně od obce Kvilda na Šumavě, 600 metrů od hranice s Německem. Místo je přístupné po asfaltové silnici, po modré turistické značce, nebo na kole po cyklotrase 1041. Uvedený pramen je však jen symbolické místo, voda je do kamenné studánky svedena dřevěným potrubím, které vede pod asfaltovou cestou. Skutečných pramenů je více a nacházejí se vysoko v nepřístupném terénu jihovýchodního svahu Černé hory (1316 m n. m.). Kolem pramene se od 1. července 1989 do 15. ledna 2017 nacházela stejnojmenná přírodní památka Pramen Vltavy.

## Historie
V letech 1922–1923 byla na tomto místě vybudována chata Klubu československých turistů, jednalo se o jednu z prvních chat KČST na Šumavě. Za 2. světové války v roce 1942 byla chata přestavěna na zajatecký pracovní tábor Prameny Vltavy, ve kterém byli vězněni převážně důstojníci Rudé armády, o jejich přítomnosti svědčily nápisy v azbuce vyryté do dřevěných stěn chaty. 30. dubna 1945 se k Pramenům Vltavy probojoval výzvědný oddíl americké divize generála Barnetta a údajně zde nalezl 70 zubožených ruských zajatců. Na památku vězněných rudoarmějců byl na témže místě 22. srpna 1948 slavnostně odhalen pomník – žulový obelisk s textem „Věčná paměť vojákům a důstojníkům sovětské armády, kteří v létech 1943–1945 byli Němci – jako váleční zajatci – v těchto místech v trestním táboře popravováni a umírali na následky hladu a nelidského zacházení“. Chata byla v roce 1953 zbourána, když se budovala Železná opona. Pomník byl odstraněn koncem 90. let.
V letech 1949–1989 se pramen Vltavy nacházel v nepřístupném pohraničním pásmu. Od roku 1991 je součástí Národního parku Šumava.
Od roku 2004 stojí u symbolického pramene Vltavy socha od řezbáře Davida Fialy. Vznikla v rámci sochařského sympozia pořádaného obcí Kvilda.

## Stezka k jednomu ze skutečných pramenů Vltavy
Dne 2. července 2010 byla tehdejším ředitelem Národního parku Šumava Františkem Krejčím zpřístupněna nová 120 m dlouhá stezka na kůlech vedoucí k jednomu z přírodních vývěrů Vltavy ve svahu Černé hory. Začátek naučné stezky je vzdálený od symbolického pramene Vltavy přibližně 200 m. Podél stezky byly rozmístěny informační panely na téma „Fenomény horské přírody“. Voda z pramene má vysoký obsah stříbra, proto se vědci domnívají, že by mohla v podzemí protékat bývalým středověkým dolem na stříbro. V červnu 2011 byl dřevěný chodník uzavřen na popud šumavského podnikatele Františka Taliána. Spory o legalizaci stavby a chybějící stavební povolení pro stezku se táhly déle než rok. V srpnu 2012 poničily chodník padající suché stromy, proto v září 2012 začala Správa Národního parku Šumava dřevěnou stezku rozebírat a naučný chodník k prameništi Vltavy zrušila.

## Okolní cíle

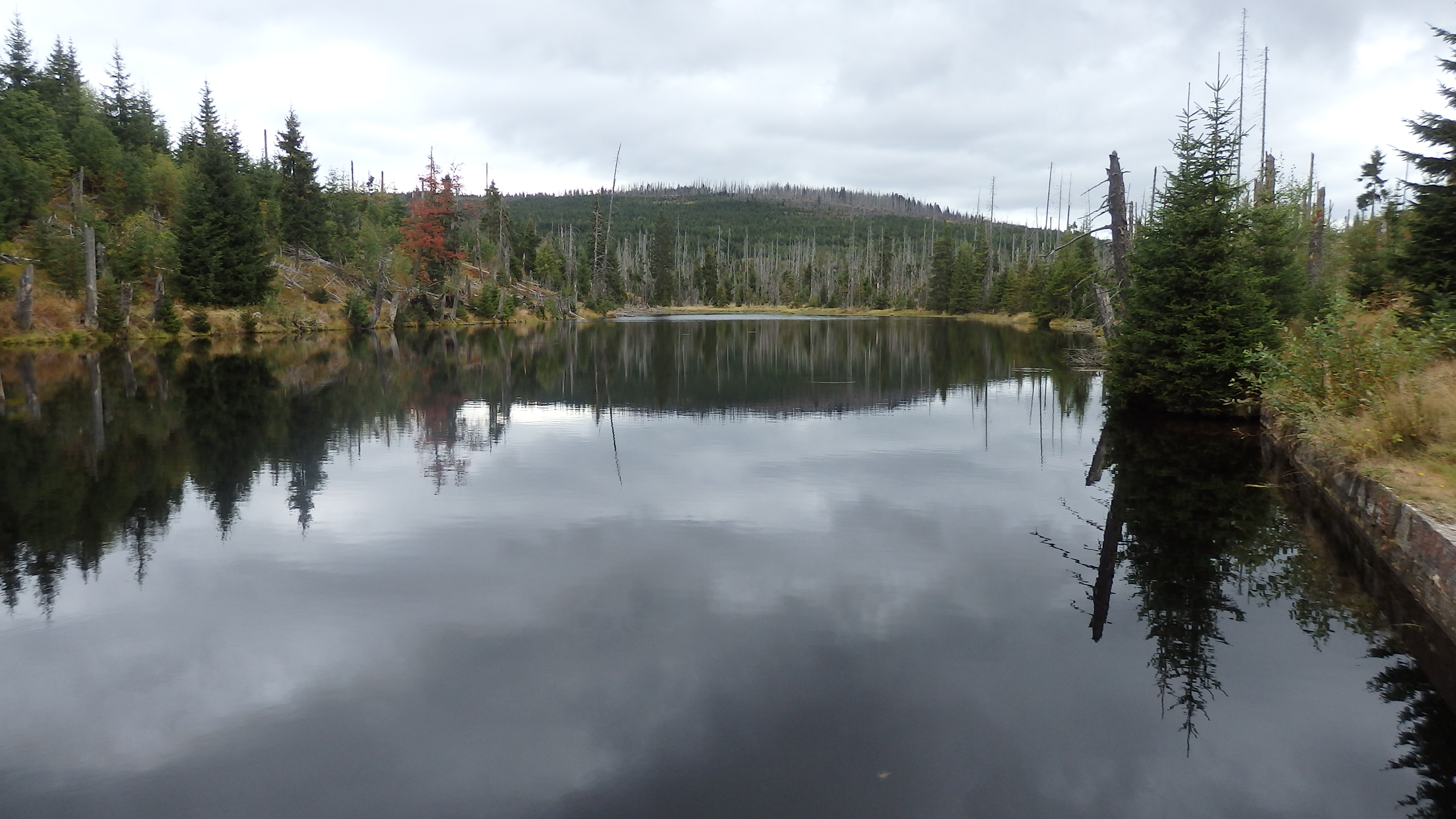
nádrž Reschbachklause

Od roku 2009 je přibližně 1,1 km od pramene otevřen nový hraniční přechod s Německem, Siebensteinkopf (Sedmiskalí), pojmenovaný po blízkém vrcholu stejného jména. Necelý kilometr od přechodu je možné dosáhnout bývalé nádrže na plavení dřeva Reschbachklause, odkud cesta pokračuje náročnou trasou až na Luzný.